# (5137) Frevert
(5137) Frevert est un astéroïde de la ceinture principale.

## Description
(5137) Frevert est un astéroïde de la ceinture principale. Il fut découvert le 8 novembre 1990 à Chions par Johann Martin Baur. Il présente une orbite caractérisée par un demi-grand axe de 2,56 UA, une excentricité de 0,07 et une inclinaison de 14,2° par rapport à l'écliptique.

## Compléments